# Michael Chapin
Michael Chapin (Los Angeles, 25 luglio 1936) è un attore statunitense, attivo dal 1944 al 1959.
Suoi fratelli sono gli attori Billy Chapin e Lauren Chapin, anche loro attivi da bambini.

## Filmografia parziale

### Cinema
- La famiglia Sullivan (The Fighting Sullivans), regia di Lloyd Bacon (1944) - non accreditato
- Song of Arizona, regia di Frank McDonald (1946)
- Il veleno del peccato (Night Editor), regia di Henry Levin (1946) - non accreditato
- La vita è meravigliosa (It's a Wonderful Life), regia di Frank Capra (1946) - non accreditato
- La moglie celebre (The Farmer's Daughter), regia di H. C. Potter (1947) - non accreditato
- Call Northside 777, regia di Henry Hathaway (1948) - non accreditato
- Sotto le stelle della California (Under California Stars), regia di William Witney (1948)
- Strange Bargain, regia di Will Price (1949)
- L'allegra fattoria (Summer Stock), regia di Charles Walters (1950) - non accreditato
- Buckaroo Sheriff of Texas, regia di Philip Ford (1951)
- Wells Fargo Gunmaster, regia di Philip Ford (1951)
- The Dakota Kid, regia di Philip Ford (1951)
- Arizona Manhunt, regia di Fred C. Brannon (1951)
- Wild Horse Ambush, regia di Fred C. Brannon (1952)
- Il conquistatore del West (Wagons West), regia di Ford Beebe (1952)
- La maschera di fango (Springfield Rifle), regia di Andre DeToth (1952) - non accreditato
- La morte corre sul fiume (The Night of the Hunter), regia di Charles Laughton (1955) - non accreditato

### Televisione
- Men Into Space – serie TV, episodio 1x07 (1959)